# 봉월초등학교
봉월초등학교(峰月初等學校)는 대한민국 울산광역시 울주군 두동면 봉계리에 있었던 공립 초등학교이다.

## 학교 연혁
- 1936년 5월 18일 두동공립보통학교 부설 봉계간이학교 인가(2년제)
- 1944년 5월 6일 봉월공립국민학교 개교
- 1996년 3월 1일 봉월초등학교로 개칭
- 2012년 2월 18일 제63회 졸업식(졸업생 10명, 누계 총 2,452명)
- 2012년 2월 29일 폐교 및 두동초등학교와 통폐합[1]